# 1921 en Saskatchewan
Chronologie de la Saskatchewan
- 1917
- 1918
- 1919
- 1920
- 1921
- 1922
- 1923
- 1924
- 1925

Cette page concerne des événements survenus en 1921 dans la province canadienne de la Saskatchewan.

## Politique
- Premier ministre : William Melville Martin
- Chef de l'Opposition :
- Lieutenant-gouverneur : sir Richard Stuart Lake puis Henri William Newlands
- Législature :

## Événements
- 14 mars : remaniement du gouvernement :

| Fonction | Titulaire | Titulaire               | Parti       |
| --- | --------- | ----------------------- | ----------- |
| Président du conseil exécutif Procureur général Ministre de l'Éducation Ministre des Chemins de fer Ministre des Téléphones et Télégraphes (jusqu'au 28/05/1921) |           | William Melville Martin | Libéral     |
| Ministre de l'Agriculture |           | Charles McGill Hamilton | Libéral     |
| Trésorier provincial |           | Charles Avery Dunning   | Libéral     |
| Ministre des Routes Secrétaire Provincial |           | Samuel John Latta       | Libéral     |
| Ministre des Affaires municipales |           | George Langley          | Libéral     |
| Ministre des Travaux publics |           | Archibald Peter McNab   | Libéral     |
| Ministre des Téléphones et Télégraphes (à partir du 28/05/1921)                                                                                                  |           | John Archibald Maharg   | Indépendant |

- 9 juin : élection générale saskatchewanaise. Les libéraux de William Melville Martin remportent une cinquième majorité consécutive.

- 14 juin : remaniement du gouvernement :

| Fonction | Titulaire | Titulaire                                   | Parti       |
| --- | --------- | ------------------------------------------- | ----------- |
| Président du conseil exécutif Procureur général Ministre des Chemins de fer Ministre des Téléphones et Télégraphes |           | William Melville Martin                     | Libéral     |
| Ministre de l'Agriculture                                                                                          |           | John Archibald Maharg (jusqu'au 07/12/1921) | Indépendant |
| Ministre de l'Éducation                                                                                            |           | Samuel John Latta                           | Libéral     |
| Ministre des Routes Ministre des Affaires municipales (à partir du 20/10/1921)                                     |           | Charles McGill Hamilton                     | Libéral     |
| Ministre des Affaires municipales (jusqu'au 20/10/1921)                                                            |           | George Langley                              | Libéral     |
| Secrétaire Provincial Trésorier provincial                                                                         |           | Charles Avery Dunning                       | Libéral     |
| Ministre des Travaux publics                                                                                       |           | Archibald Peter McNab                       | Libéral     |

- 12 décembre : remaniement du gouvernement :

| Fonction | Titulaire | Titulaire               | Parti   |
| --- | --------- | ----------------------- | ------- |
| Président du conseil exécutif Procureur général Ministre des Chemins de fer Ministre des Téléphones et Télégraphes |           | William Melville Martin | Libéral |
| Ministre de l'Agriculture Ministre des Routes                                                                      |           | Charles McGill Hamilton | Libéral |
| Ministre de l'Éducation                                                                                            |           | Samuel John Latta       | Libéral |
| Ministre des Affaires municipales Secrétaire Provincial Trésorier provincial                                       |           | Charles Avery Dunning   | Libéral |
| Ministre des Travaux publics                                                                                       |           | Archibald Peter McNab   | Libéral |